# 小坂井町
小坂井町（日语：／ Kozakai chō */?）是愛知縣東南部的町。為三河地區中面積最小的町，但人口密度高。與豐川市和豐橋市相鄰。已於2010年2月1日併入豐川市。